# Forma (pedologie)
Forma je nejnižší kategorizační jednotka Taxonomického klasifikačního systému půd ČR. Půdy jsou řazeny do forem podle znaků erodovanosti, humusové formy, akumulace zemin nebo znaků podmíněných lidskou činností.  Vyšší půdní jednotkou je pak varieta. Názvy forem se tvoří přídavným jménem v mužském nebo ženském rodě. Nikdy nestojí samostatně, ale vždy se pojí s názvem půdního typu, subtypu a variety (např. organozem litická karbonátová saprická). Jsou označovány většinou malými písmeny (nazývané indexy), výjimečně pak jedním písmenem velkým.

## Formy a jejich charakteristika
- akumulovaná (h)
- antropogenní (x)
- erodovaná (e)
- překrytá (y)
- fibrická (f)
- mezická (m)
- saprická (s)
- rekultivovaná (K)